# 弗谢沃洛德·奥夫钦尼科夫
弗谢沃洛德·弗拉基米罗维奇·奥夫钦尼科夫（俄语：Всеволод Владимирович Овчинников，1926年11月17日—2021年8月30日），中文名欧福钦，是苏联及俄罗斯新闻工作者，东方学家。《真理报》记者。现任《俄罗斯报》政治评论员、专栏作家。俄中友好、和平与发展委员会荣誉会员。
俄罗斯苏维埃联邦社会主义共和国功勋文化工作者（1982年），俄罗斯联邦功勋新闻工作者（2018年）。

## 生平
1926年生于列宁格勒，童年生活在丰坦卡河畔。1941年6月，苏德战争爆发。他和家人在1941年9月至1942年1月的列寧格勒圍城戰中幸存下来，1942年秋被疏散至鄂木斯克州。1943年秋，他被召集参加工农红军，成为一所反坦克炮兵学校的学员，一年后调至列宁格勒海军学院:58。由于体检不合格（近视眼）而转入红军军事外国语学院中文专业。1951年毕业后在《真理报》工作。1952年结婚。
1953年3月，27岁的他作为《真理报》特派常驻记者第一次来到中国，是苏联最年轻的驻外记者。抵达北京后，他获得了由中央人民政府外交部新闻司司长龚澎颁发的记者证:59，并下榻在王府井附近的一个四合院。在北京饭店的一次招待会上，周恩来开玩笑地跟他说：“你的名字太长了， 应当简化一下，不如叫欧福钦吧。欧洲的欧、幸福的福、钦佩的钦。”他接受了这个名字，并一直沿用了下来。后来还与苏联水利专家一起参与了三峡工程的勘探工作，两度前往西藏实地采访。直到1959年结束任期返回苏联。
1960年代后，中苏两国关系恶化，他改学日语，1962年至1968年在日本工作了7年。1964年，他成为第一位在理查·佐爾格之墓献花纪念的俄罗斯人。1984年中苏关系开始缓和后，当选为苏中友好协会副主席，曾在莫斯科电视台主持《国际周刊》专题节目，介绍中国的改革开放:59。他还参与了1989年5月戈尔巴乔夫访华的准备工作，负责起草相关文件。
1992年至1996年，以俄罗斯专家身份在新华社工作。现任《俄罗斯报》政治评论员、专栏作家。

## 轶事
欧福钦与江泽民有过多次交流。1956年，他采访了时任长春第一汽车制造厂动力处科长的江泽民，用俄语交谈了一个多小时。
2001年在上海合作组织成立的记者会后，年逾七旬的他和江泽民单独谈话37分钟。

## 作品
著作《1955年西藏纪行》《通往布达拉宫之路》《樱花绽放》《五千年与五年》《人与龙》。文章《中国的腾飞与俄罗斯的未来》《帆与舵》《油气之路》（刊载于《俄罗斯报》）。

## 荣誉
苏联及俄罗斯
- 三级祖国功勋勋章（2017年5月18日）
- 四级祖国功勋勋章（2010年10月15日）
- 友谊勋章（1997年1月22日）
- 劳动红旗勋章（1962年5月4日）
- 各民族人民友谊勋章（1986年11月14日）
- 俄罗斯联邦功勋新闻工作者荣誉称号（2018年12月27日）
- 俄罗斯苏维埃联邦社会主义共和国功勋文化工作者荣誉称号（1982年4月21日）
- 苏联国家奖（1985年10月31日）
- 2006年度俄罗斯联邦政府奖（2007年1月12日）

其他
- 日本旭日小绶章（2017年）
- 中国国家外国专家局“友谊奖”（1994年9月）[1]
- 俄罗斯“中国年”俄文报道新闻奖特别奖（2007年）[6]